# ماتياس براندل
ماتياس براندل (بالألمانية: Matthias Brändle)‏ (و. 1989  م) هو راكب دراجة هوائية، من النمسا، شارك في طواف إسبانيا.

## سباقات أو مراحل فاز بها
| التاريخ        | السباق                                            | المركز                  |
| -------------- | ------------------------------------------------- | ----------------------- |
| 07 سبتمبر 2008 | 2008 Züri-Metzgete                                |                         |
| 01 مايو 2009   | 2009 Eschborn–Frankfurt Under–23                  |                         |
| 01 مايو 2011   | طواف روماندي 2011                                 |                         |
| 21 أغسطس 2012  | غروت بريجس ستاد زوتيجم 2012                       | الفائز في التصنيف العام |
| 01 يناير 2013  | Tour du Jura 2013                                 | الفائز في التصنيف العام |
| 17 مارس 2013   | شوليه باي دي لوار 2013                            | الرابع في التصنيف العام |
| 28 أبريل 2013  | طواف روماندي 2013                                 | الفائز في تصنيف القتال  |
| 28 يوليو 2013  | بولينورماند 2013                                  | الثاني في التصنيف العام |
| 13 أغسطس 2013  | طواف أين 2013                                     | الأول في تصنيف الجبال   |
| 18 مارس 2014   | تيرينو ادرياتيكو 2014                             | الثالث في تصنيف النقاط  |
| 10 مايو 2014   | 2014 Tour de Berne                                | الفائز في التصنيف العام |
| 19 مايو 2019   | سباق الطريق ضد الساعة للرجال في بطولة النمسا 2019 | الفائز في التصنيف العام |
| 15 سبتمبر 2019 | 2019 Duo Normand                                  |                         |
| 22 أغسطس 2020  | سباق الطريق ضد الساعة للرجال في بطولة النمسا 2020 | الفائز في التصنيف العام |
| 19 يونيو 2021  | سباق الطريق ضد الساعة للرجال في بطولة النمسا 2021 | الفائز في التصنيف العام |
| 23 يونيو 2022  | سباق الزمن على الطريق للرجال في بطولة النمسا 2022 |                         |

## روابط خارجية
- ماتياس براندل على موقع الاتحاد الدولي للدراجات (الإنجليزية)
- ماتياس براندل على موقع أرشيف الدراجات (الإنجليزية)
- ماتياس براندل على موقع إحصائيات الدراجات الإحترافية (الإنجليزية)
- ماتياس براندل على موقع نسبة الدراجات (الإنجليزية)
- ماتياس براندل على موقع CycleBase (الإنجليزية)